# Ehekredit

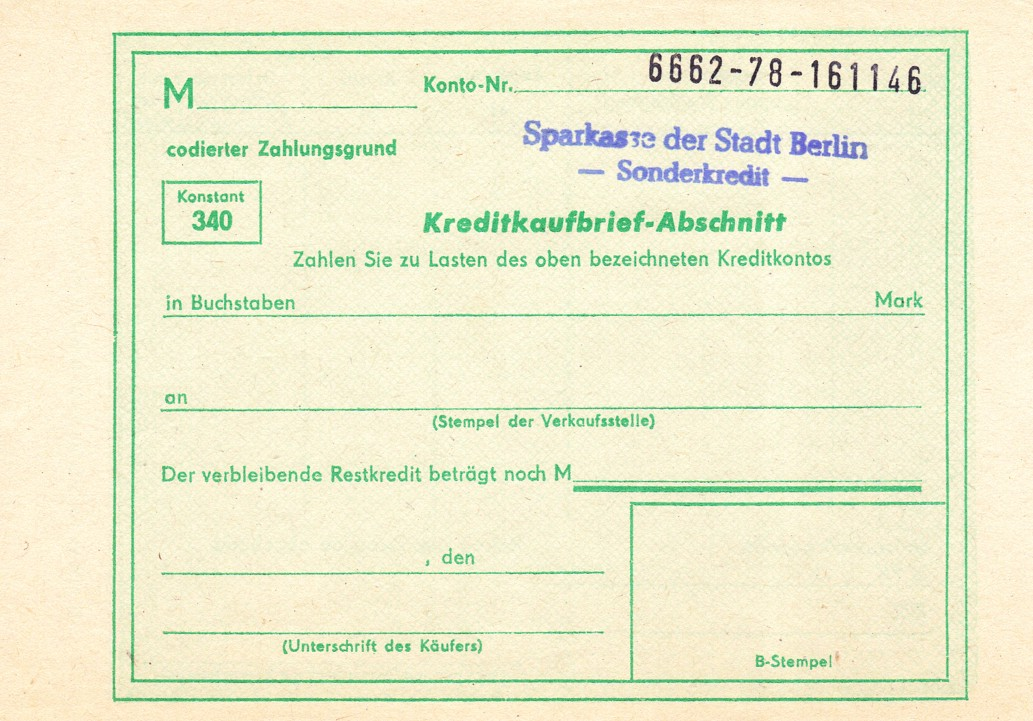
Kreditkaufbrief-Abschnitt zum Ehekredit über 5000 Mark

Ein Ehekredit wurde in der DDR seit 1972 frisch verheirateten Paaren gewährt. Es handelte sich zunächst um eine umgangssprachliche Bezeichnung, die später auch offiziell wurde. Eine ähnliche familienpolitische Maßnahme gab es als Ehestandsdarlehen in der Zeit des Nationalsozialismus. Zwischen 1972 und 1988 wurden 1.371.649 Ehekredite mit einem Gesamtvolumen von 9,3 Milliarden Mark vergeben, von denen etwa ein Viertel „abgekindert“ wurde.

## Kreditbedingungen
Auf Antrag erhielten Ehepaare, bei denen beide Partner nicht älter als 26 Jahre waren (offizieller Begriff: Jungehe, dies betraf 80 % der in der DDR geschlossenen Ehen) und deren gemeinsames Einkommen bei Eheschließung nicht über 1.400 Mark lag, von der Sparkasse einen zinslosen Kredit von erst 5000, ab 1986 7000 DDR-Mark. Die Rückzahlung erfolgte in Monatsraten à 50 Mark.

## „Abkindern“
Bei Geburt eines oder mehrerer Kinder wurde die abzuzahlende Kreditsumme entweder als Sondertilgung (offiziell Krediterlass genannt) gemindert (beim ersten Kind um 1000 Mark, beim zweiten Kind um weitere 1500 Mark) und war bei Geburt des dritten Kindes gänzlich getilgt (drittes Kind = Sondertilgung/Krediterlass von 2500 Mark). Dafür wurde umgangssprachlich, wie zuvor bereits in Westdeutschland und West-Berlin für ähnliche staatlich geförderte Kredite der in nationalsozialistischer Zeit aufgekommene Begriff „abkindern“ benutzt. Gleichzeitig sank die monatliche Tilgung, so dass die Kreditlaufzeit gleich blieb. War zum Zeitpunkt der Geburt eines Kindes durch die Sondertilgung der Kredit bereits überzahlt, wurde der überzahlte Betrag wieder ausbezahlt (zurückgewährt). Bei drei Kindern wurde somit der gesamte Kreditbetrag mit einer Summe getilgt und bereits gezahlte Beträge rückgewährt; sie wurden so zu einem Zuschuss. Amtlich beglaubigte Totgeburten wurden wie lebend geborene Kinder behandelt, d. h. für diese wurde ebenfalls die Sondertilgung/der Krediterlass gewährt.

## Nach der Wende
Mit der Währungs-, Wirtschafts- und Sozialunion wurden die Ehekredite wie alle Kredite zum 1. Juli 1990 halbiert. Durch das Zinsanpassungsgesetz wurden sie auf marktübliche Zinssätze umgestellt. Um Härten zu vermeiden, wurden diese Zinsen bis zum 31. Dezember 1992 auf Antrag vom Bund übernommen.
Unter westlichen Demographen wurde das statistische Phänomen des verursachten Anstiegs der Geburtenraten als Honecker-Buckel bezeichnet.

## Belege
- Birgit Wolf: Sprache in der DDR:Ein Wörterbuch, 2000, ISBN 3-11-016427-2, Stichworte „Abkindern“, „Ehekredit“ und „Jungehe“, Seite 2, 48 und 112
- Klaus-Dieter Stamm: Stichworte von A bis Z: Zu Bildung, Jugend und Gesellschaft in der DDR 1949–1990, 2010, ISBN 3-8391-6533-4, Stichwort „Abkindern“, Seite 40, online